# Butanone
Butanone, còn gọi là methyl ethyl ketone (MEK), là một hợp chất hữu cơ với công thức CH3C(O)CH2CH3. Keton này lỏng không màu, có mùi hương sắc, ngọt ngào như mùi mứt bơ và axeton. Nó được sản xuất công nghiệp trên quy mô lớn, và cũng có thể tồn tại với một lượng nhỏ trong tự nhiên. Nó hòa tan trong nước và thường được sử dụng làm dung môi công nghiệp.

## Sản xuất
Butanone có thể được sản xuất bằng cách oxy hóa 2-butanol. Việc khử hydrogen 2-butanol bằng một chất xúc tác được xúc tác bởi đồng, kẽm:
CH3CH(OH)CH2CH3 → CH3C(O)CH2CH3 + H2
Nó được sử dụng để sản xuất khoảng 700 triệu kg mỗi năm. Các tổng hợp khác đã được kiểm tra nhưng chưa được thực hiện bao gồm oxy hóa Wacker của 2-butene và quá trình oxy hóa isobutylbenzene, tương tự như sản xuất công nghiệp của acetone.
Cả hai quá trình oxy hóa pha lỏng ở giai đoạn đầu của naptha nặng và phản ứng Fischer-Tropsch tạo ra dòng oxy hòa lẫn, từ đó 2-butanone được chiết xuất bằng cách phân đoạn.
Butanone được sinh tổng hợp bởi một số loại cây và tìm thấy trong một số trái cây và rau cải với số lượng nhỏ. Nó được phóng lên không khí từ xe cộ.

## Ứng dụng

### Làm dung môi
Butanone là một dung môi hữu hiệu  và phổ biến, được sử dụng trong các quá trình liên quan đến lợi, nhựa, cellulose axetat và chất phủ nitrocellulose, trong màng nhựa vinyl. Vì lý do này, nó được sử dụng trong sản xuất nhựa, hàng dệt, sản xuất sáp parafin, và trong các sản phẩm gia dụng như sơn mài, sơn dầu, chất tẩy sơn, chất làm biến tính cho rượu bị biến tính, keo, và làm chất làm sạch. Nó có tính chất dung môi tương tự như axeton nhưng sôi ở nhiệt độ cao hơn và có tốc độ bốc hơi chậm hơn đáng kể. Không giống như acetone, nó tạo ra azeotrope với nước, làm cho nó có ích cho việc chưng cất azeotropic của độ ẩm trong một số ứng dụng nhất định. Butanone cũng được sử dụng trong các chất đánh dấu khô như là dung môi của thuốc nhuộm có thể tẩy.

### Làm chất hàn nhựa
Khi butanone giải thể polystyrene và nhiều chất dẻo khác, nó được bán dưới dạng "mô hình xi măng" để sử dụng trong kết nối các bộ phận của bộ dụng cụ mô hình có quy mô. Mặc dù thường được coi là một chất kết dính, nó thực sự hoạt động như một tác nhân hàn trong hoàn cảnh này.

### Các cách dùng khác
Butanone là tiền thân của metyl ethyl ketone peroxide, một chất xúc tác cho một số phản ứng trùng hợp chẳng hạn như sự liên kết chéo của nhựa polyester không bão hòa.

## Độ an toàn

### Dễ cháy
Butanone có thể phản ứng với hầu hết các chất oxy hóa, và có thể gây cháy. Nó có thể gây nổ vừa; nó chỉ cần một ngọn lửa nhỏ hoặc tia lửa có thể gây ra một phản ứng mạnh mẽ. Các ngọn lửa butanone nên được dập tắt bằng cacbon điôxit, chất khô hoặc chất bọt có chứa cồn. 

### Ảnh hưởng đến sức khỏe
Butanone là thành phần của khói thuốc lá. Nó gây kích ứng, gây kích ứng mắt và mũi người. Tác động nghiêm trọng đến sức khoẻ của động vật chỉ xảy ra ở mức rất cao. Những khuyết tật này bao gồm các dị tật bẩm sinh của xương và cân nặng khi sinh ở chuột, khi hít phải nó ở liều cao nhất được thử nghiệm (3000 ppm trong 7 giờ / ngày). Không có nghiên cứu dài hạn với động vật hít phải hoặc không uống rượu, và không có nghiên cứu nào về khả năng gây ung thư trên động vật khi hít hoặc uống nó: Có một số bằng chứng cho thấy butanone có thể làm tăng độc tính của các dung môi khác, ngược lại với việc tính dung môi hỗn hợp phơi sáng bằng cách thêm vào các phơi sáng.
Vào năm 2010, một số nhà phê bình khuyên nên thận trọng khi sử dụng butanone vì các báo cáo về các ảnh hưởng thần kinh.
Butanone được liệt kê như là tiền chất Bảng II theo Công ước Liên Hợp Quốc về chống buôn lậu bất hợp pháp các chất ma tuý và các chất hướng thần.

### Quy định
Việc phát thải butanone được quy định ở Mỹ là một chất gây ô nhiễm không khí nguy hiểm, bởi vì nó là một hợp chất hữu cơ dễ bay hơi góp phần tạo ra tầng ozone tầng lớp đối lưu. Năm 2005, Cơ quan Bảo vệ Môi trường Hoa Kỳ đã loại bỏ butanone khỏi danh sách các chất gây ô nhiễm không khí nguy hiểm (HAPs).